# إيما دي كونز
إيما دي كونز (بالفرنسية: Emma de Caunes) ممثلة فرنسية من مواليد 9 سبتمبر 1976، وقد لعبت دور سابين في فيلم إجازة السيد بين.

## أفلامها
- إجازة السيد بين
- أيام الظلام